# Podilsk
Podilsk (en ucraniano: Подільськ) es una ciudad ucraniana perteneciente al óblast de Odesa. Situado en el suroeste del país, es el centro del raión de Podilsk y del municipio (hromada) homónimo.

## Toponimia
Su nombre actual se conoce en ruso como Podolsk (en ruso: Подольск) y en ucraniano como Podilsk, debido a su localización en la región histórica en Podolia. Durante la era soviética y hasta 2016, cuando se cambió su denominación de acuerdo con las leyes de descomunización de Ucrania, se llamaba Kotovsk (en ucraniano: Котовськ; en ruso: Котовск) en honor al revolucionario bolchevique Grígori Kotovski. El nombre histórico de la ciudad es Birzula (en ucraniano: Бірзула; en rumano: Bârzula/Bârzu).

## Geografía
Podilsk está 168 km al noroeste de Odesa.

## Historia
Birzula se mencionó por primera vez en documentos turcos en 1772 como uno de los asentamientos del raya de Dubasari. Con la construcción de una vía férrea, que tenía una estación cerca del pueblo, el pueblo se desarrolló rápidamente.
La ciudad es conocida como el lugar donde el líder militar soviético Grigori Kotovsky fue enterrado en un mausoleo. En 1935, la ciudad pasó a llamarse Kotovsk en su honor; anteriormente el asentamiento llevaba el nombre de Birzula. En 1938 recibió el estatus de ciudad, entre 1924 y 1940 el lugar formó parte de la República Socialista Soviética Autónoma de Moldavia.
Durante la Segunda Guerra Mundial, entre 1941 y 1944, Birzula estuvo bajo administración rumana, siendo parte de la gobiernación de Transnistria. 
Una estatua de Vladímir Lenin en Kotovsk fue empujada de su pedestal y rota en varios pedazos el 9 de diciembre de 2013.  El 21 de mayo de 2016, la Rada Suprema adoptó la decisión de cambiar el nombre de Kotovsk a Podilsk y del raión de Kotovsk a raión de Podilsk de acuerdo con las leyes que prohíben los nombres de origen comunista.
Hasta el 18 de julio de 2020, Podilsk se incorporó como una ciudad de importancia regional y sirvió como centro administrativo del raión de Podilsk, aunque no pertenecía al raión. En julio de 2020, como parte de la reforma administrativa de Ucrania, que redujo el número de raiones del óblast de Odesa a siete, la ciudad de Podilsk se fusionó con el raión de Podilsk.
El 24 de febrero de 2022, durante el comienzo de la invasión rusa de Ucrania, seis soldados ucranianos murieron en un ataque aéreo ruso contra una base militar cercana.

## Demografía
La evolución de la población de Podilsk entre 1923 y 2022 fue la siguiente:
| 8740                                                          | 9973 | 16 795 | 27 383 | 36 463 | 41 250 | 43 078 | 40 718 | 40 231 | 40 692 | 40 685 | 40 406 | 39 220 |
| (Fuente: Cities & Towns of Ukraine y UKRAINE: Größere Städte) |      |        |        |        |        |        |        |        |        |        |        |        |

Según el censo de 2001, el 82,2% de la población son ucranianos, el 10,3% son rusos y el resto de minorías son principalmente rumanos (5,1%). En cuanto al idioma, la lengua materna de la mayoría de los habitantes, el 70,32%, es el ucraniano; del 26,54% es el ruso, y el 2,26%, el rumano. En el censo de 1939, el 63,6% de la población eran ucranianos; el 16,3% eran judíos; el 11,6%, rusos y el 5%, rumanos.

## Infraestructura

### Arquitectura, monumento y lugares de interés
Podilsk tenía un mausoleo en honor a Grígori Kotovski, destruido durante la ocupación rumana de Transnistria y nuevamente desmantelado en junio de 2017 para cumplir con las leyes de descomunización.

### Transporte
La ciudad tiene una importante estación de tren y depósito en la línea Odesa-Zhmérinka. Las carreteras que conectan la ciudad con el centro regional son P71 Odesa-Umán.

## Personas ilustres
- Gleb Wataghin (1899-1986): físico experimental ruso, naturalizado italiano, y líder científico que dio gran impulso a las investigaciones científicas en Brasil.[14]
- Vladimir Muntyan (1946): exfutbolista y entrenador soviético-ucraniano que jugó como centrocampista en el FC Dynamo Kiev.

## Galería

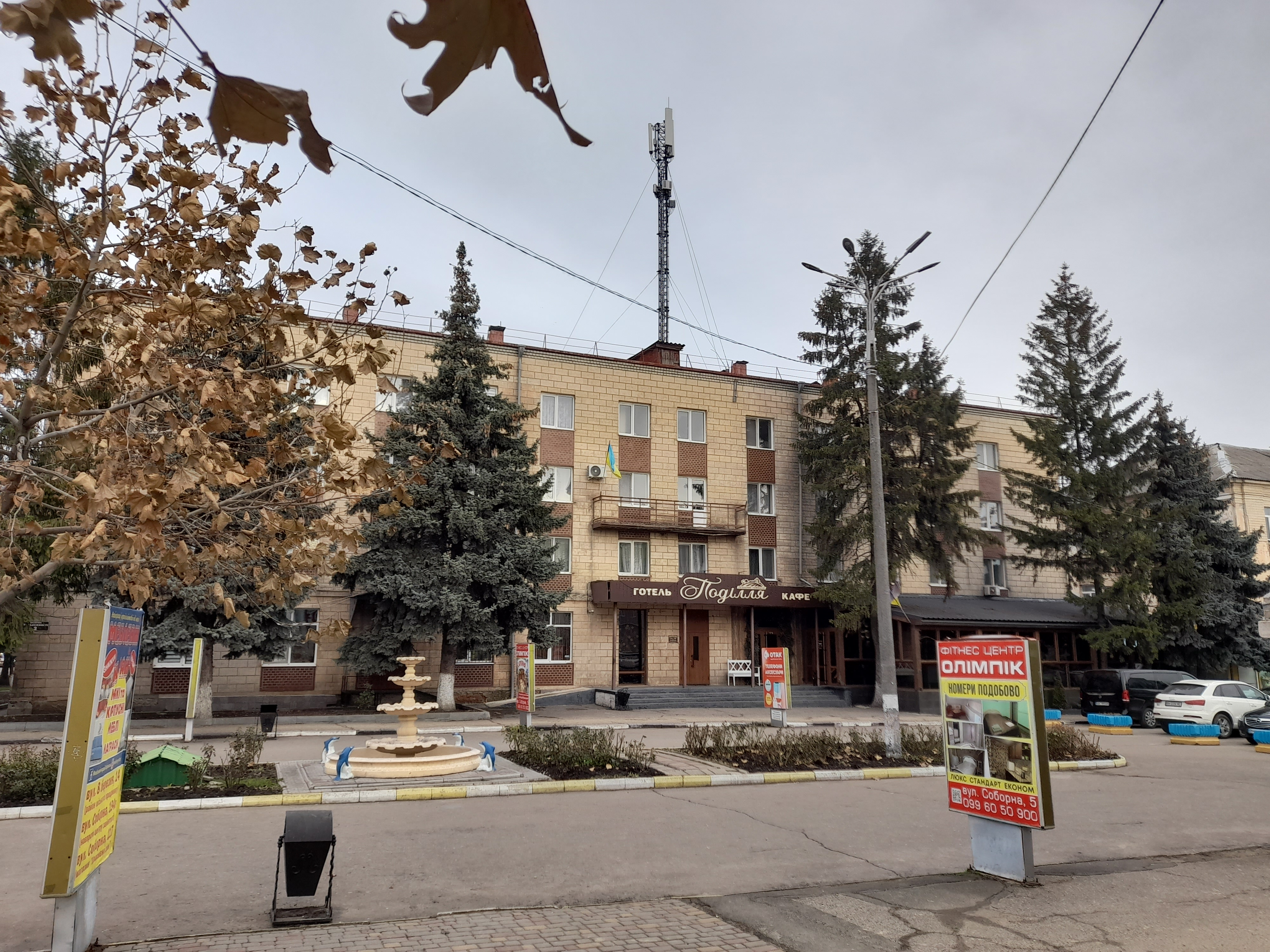
Hotel Podillia
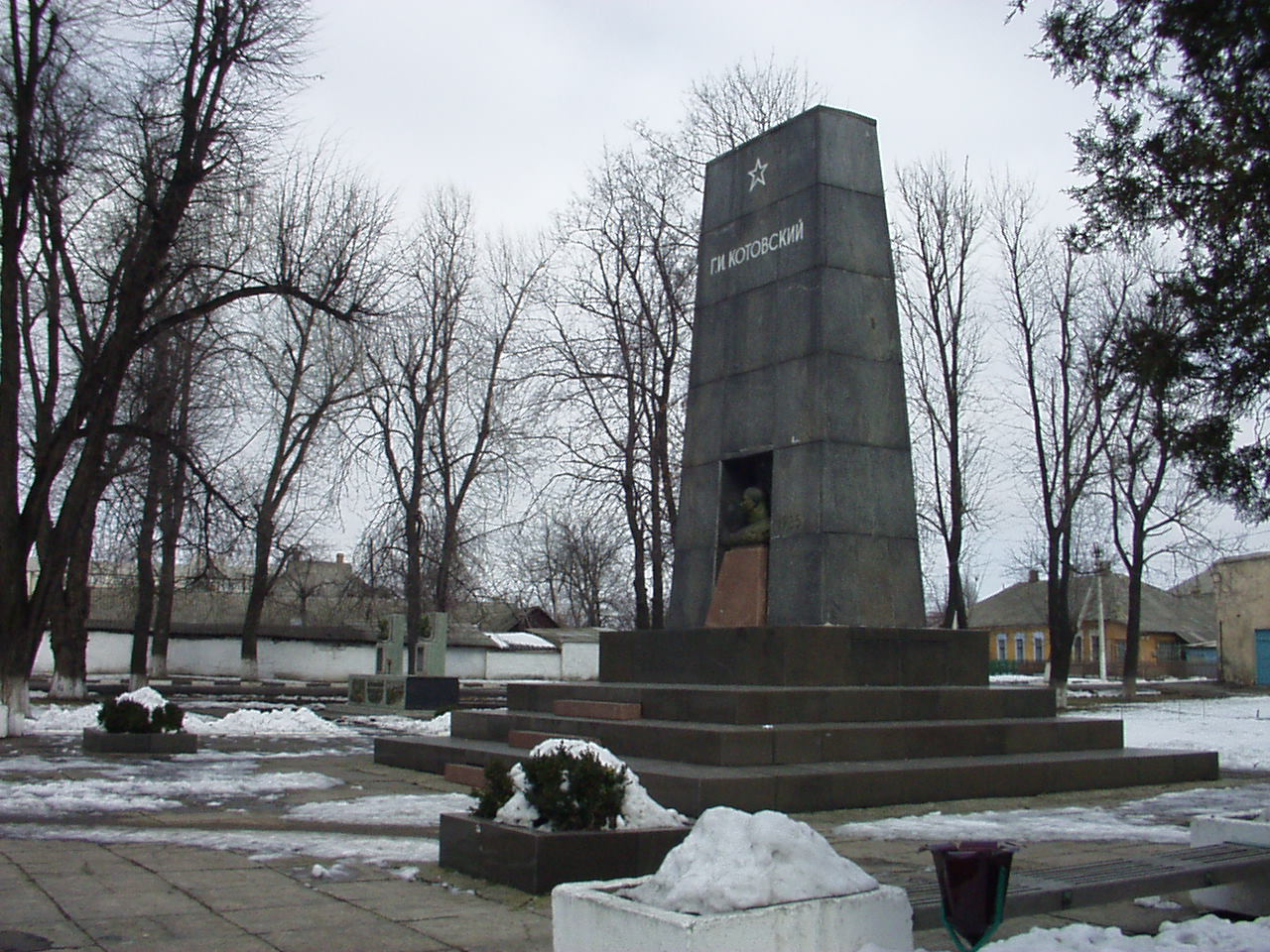
Antiguo memorial soviético en honor a Kotovski